# Хёрндаль, Юдит
Юдит Хёрндаль (швед. Judith Hörndahl, 6 сентября 1883 — 12 апреля 1969) — шведская оперная певица (сопрано).

## Биография
Юдит Хёрндаль родилась в 1883 г. в Хельсингборге. В семье из шести детей она была пятой. Её родителями были Франс Вильгельм Хёрндаль и Сесилия Сегерстрём. Все дети к достижению совершеннолетия получили хорошее образование. Хёрндали были музыкальной семьёй, и все дети учились играть на каком-нибудь музыкальном инструменте. Юдит рано проявила певческие способности и с детства выступала в Лундском кафедральном соборе.
В 1902 Юдит начала посещать занятия в стокгольмской Королевской высшей музыкальной школе, её преподавателем была оперная певица и педагог Дагмар Мёллер. В 1906 г. Юдит получила свои первые роли в Королевской опере в Стокгольме и выбрала карьеру оперной певицы. В Королевской опере она выступала до 1913 г., затем отправилась в Германию учиться пению у Франца Циммермана. Она обучалась год у Циммермана и некоторое время занималась с Бреслау Хопофером, однако началась Первая мировая война, и занятия пришлось прекратить. В эти годы Юдит Хёрдаль выступала с концертами, чаще всего в Южной Швеции.
В 1916—1931 гг. Юдит выступала в Лунде концертной певицей и дала 31 концерт. В 1924 г. она получила должность в консерватории, после чего она начала преподавать игру на фортепиано и пение в школах в Сконе. С 1925 по 1926 гг. она работала в школе в Треллеборге, с 1926 по 1947 гг. — в высшей общеобразовательной школе для девочек в Хельсингборге, а затем в Winzellska skolan.

## Роли
Партии Юдит Хёрндаль в известных операх:
- «Кармен»: Микаэла (1908)
- «Сельская честь»: Сантуцца (1908)
- «Богема»: Мими (1909)
- «Мадам Баттерфляй»: Баттерфляй (1909)
- Миньон[фр.]: Миньон (1909)
- «Фиделио»: Марселина (1909)
- «Вильгельм Телль»: Джемми (1909)
- «Свадьба Фигаро»: Барбарино (1910)
- «Борис Годунов»: Фёдор (1911)
- «Кармен»: Мерседес (1911)
- «Лоэнгрин»: одна из 4 пажей
- «Мадам Баттерфляй»: Кейт Линкертон (1911)
- «Таис»: Кробил (1912)
- «Сказки Гофмана»: Антония (1912)
- «Виндзорские насмешницы»: Анна Пэйдж (1912)